# Анже (футбольний клуб)
«Анже» (фр. Angers) — професійний французький футбольний клуб з однойменного міста. Виступає у Лізі 1. Домашні матчі проводить на «Стад Раймон Копа», який вміщує 18 000 глядачів.

## Історія
Футбольний клуб «Анже» було засновано 10 жовтня 1919 року директорами банку «Crédit de l'Ouest», братами Фортен.
Професійного статусу клуб набув у 1945 році, уже виступаючи у Лізі 2. Тоді ж до клубу було запрошено декілька досвідчених гравців: Альфреда Астона та Андре Сімоні. В 1949 році в «Анже» розпочинав свою зіркову кар'єру майбутній володар Золотого м'яча Раймон Копа. В 1956 році команда вперше пробишлся в Лігу 1 і з перервами провела в ньому загалом 20 років до 1981-го. За цей час команда стала фіналістом кубка Франції 1956-57, програвши у фіналі «Тулузі» 6-3, та бронзовим призером чемпіонату Франції 1966-67. У той період кілька гравців «Анже» викликались до збірної Франції (Стефан Брюей, Жан Дельофр, Жан-П'єр Дольяні та інші).

Логотип клубу у 2012—2021 роках

Наступного разу у Лізі 1 команді вдалося пограти в сезоні 1993-94. Вилетівши тоді з останнього місця, через два сезони «Анже» опинився в третьому дивізіоні. Ситуація почала змінюватись після того, як влітку 2006 року президентом клубу став бізнесмен Віллі Бернар. Через декілька сезонів команда закріпилась у Лізі 2, а у Кубку Франції дійшла до півфіналу, де поступилася ПСЖ. Назад до еліти клуб вдалося повернути через 21 рік після вильоту за підсумками сезону 2014-15.

## Досягнення
- Чемпіонат Франції:
  - Бронзовий призер (1): 1966-67
- Кубок Франції:
  - Фіналіст (2): 1956-57, 2016-17
- Кубок французької ліги:
  - Фіналіст (1): 1992